# Igli Hasani
Igli Hasani (Tirana, 4 dicembre 1976) è un diplomatico e politico albanese.

## Biografia
È nato a Tirana il 4 dicembre 1976 e nella stessa città ha proseguito gli studi laureandosi in sociologia nel 2001 e in giurisprudenza nel 2006 presso l'Università di Tirana. Successivamente ha completato un master in relazioni internazionali presso il King's College London nell'ambito di un programma congiunto col Royal College of Defence Studies.
Entrato a far parte del corpo diplomatico albanese nel 2018, è stato nominato ambasciatore straordinario e plenipotenziario oltre che rappresentante permanente dell'Albania presso le organizzazioni internazionali a Vienna. Tra ottobre 2021 e settembre 2023 è stato coordinatore degli affari economici e ambientali presso l'Organizzazione per la sicurezza e la cooperazione in Europa (OSCE).
Il 12 settembre 2023 ha prestato giuramento come Ministro per l'Europa e gli affari esteri.